# Psilonyx humeralis
Psilonyx humeralis är en tvåvingeart som beskrevs av Wei Ying Hsia 1949. Psilonyx humeralis ingår i släktet Psilonyx och familjen rovflugor. Inga underarter finns listade i Catalogue of Life.